# Нижньонімецька мова
Нижньонімецька, нижньосаксонська, або долішньонімецька мова (Nederduuts або Plattdüütsch, т. і.) — західногерманські говірки, якими розмовляють на півночі Німеччини, а також на сході Нідерландів. Мова належить до єдиного діалектного континууму з нідерландськими говірками.

## Поширення
Долішньонімецькі говірки широко розповсюджені на північному сході Нідерландів, де вони записуються в нідерландській орфографії.
Основним сучасним діалектним простором є північна Німеччина. У минулому долішньонімецькою говорили й на землях, що нині належать Польщі, Калінінградській області, Естонії та Латвії.
Раніше цією мовою розмовляли також і на землях довкола Берліна, але через урбанізацію та державну централізацію мова там зникла. (Власне берлінська балачка є північним виступом горішньонімецьких говірок)

## Назва
У Німеччині долішньонімецькі говірки мають самоназву платдюч (Plattdüütsch) або недердюч (Nedderdüütsch), а в Нідерландах — Nedersaksisch або Nederduuts.
В офіційному вжитку в Німеччині говірки мають назву нижньонімецьких (Niederdeutsch), а в Нідерландах — нижньосаксонських (Nedersaksisch). Назви Plattdeutsch/Niederdeutsch та Platduits/Nedersaksisch популярні в мовознавчих текстах Німеччини та Нідерландів відповідно. У Данії долішньонімецькі говірки мають назву Plattysk, Nedertysk чи рідше Lavtysk.
Під «долішністю» мається на увазі низина земель поблизу моря на півночі Західної Європи — Північна Німеччина та Східні Нідерланди, на відміну від гірських територій центральної та південної Німеччини, Швейцарії та Австрії, де побутують горішньонімецькі говірки.
Мовний код ISO 639-2 для долішньонімецької мови було призначено у травні 2000 року.

## Суперечність

Усі сучасні нижньонімецькі говірки (з нідерландськими включно)

«Нижньонімецька мова» має три різні значення вжитку:
- будь-які західногерманські мовні різновиди, у яких не відбувся верхньонімецький перехід приголосних, і які не зараховують до нижньофранконських чи англо-фризьких;
- ширший термін, що включає всі західногерманські говірки без верхньонімецького переходу приголосних, крім англо-фризьких, тобто включаючи нижньофранконські говірки, зокрема нідерландську мову та африкаанс.

Розмовне слово «плат» (Platt) стосується не лише нижньонімецьких говірок, а також і будь-яких нелітературних різновидів німецької; таке вживання вважається лінгвістично неправильним.